# 妙輪寺 (神奈川県大磯町)

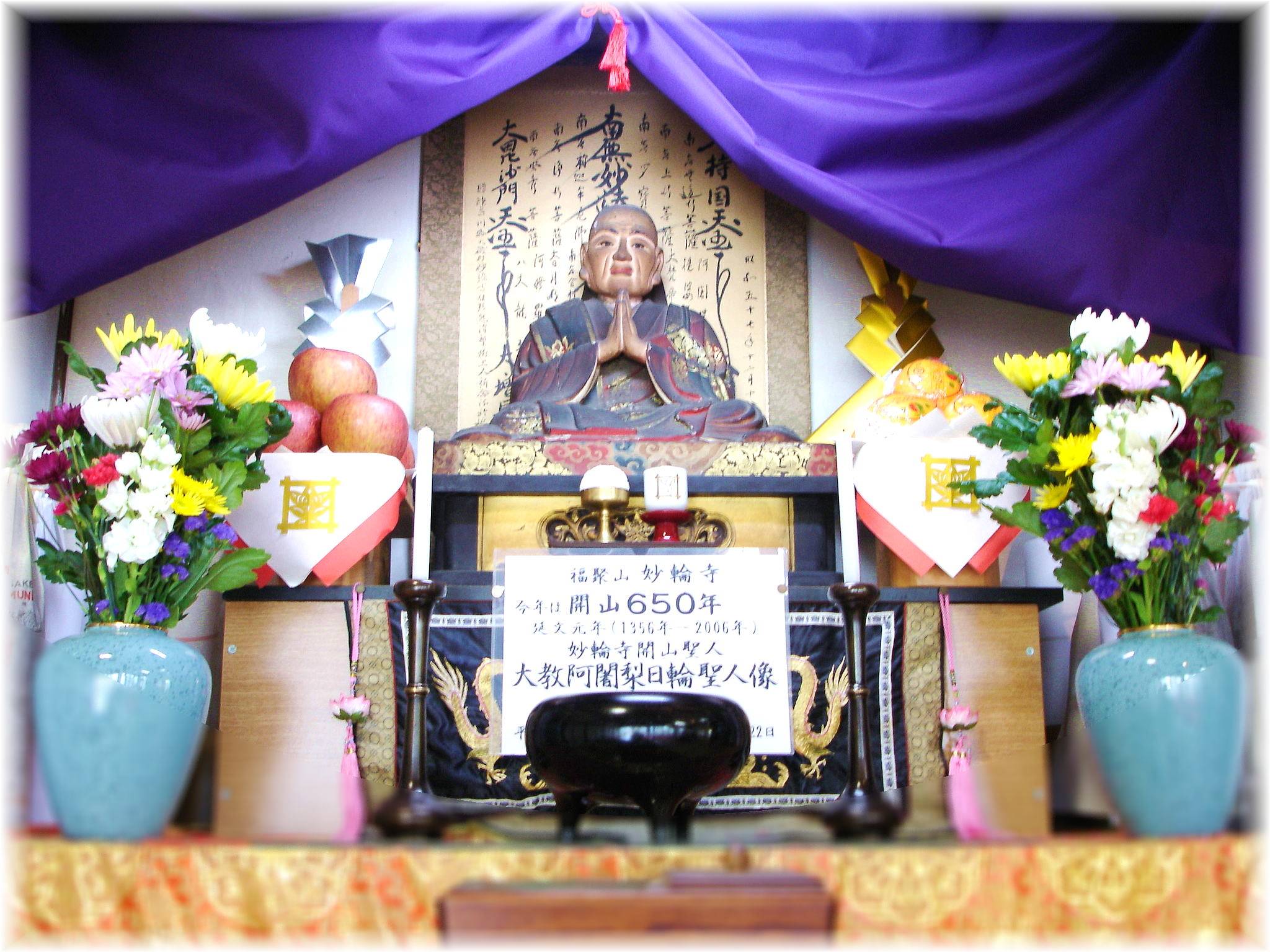
日輪聖人像

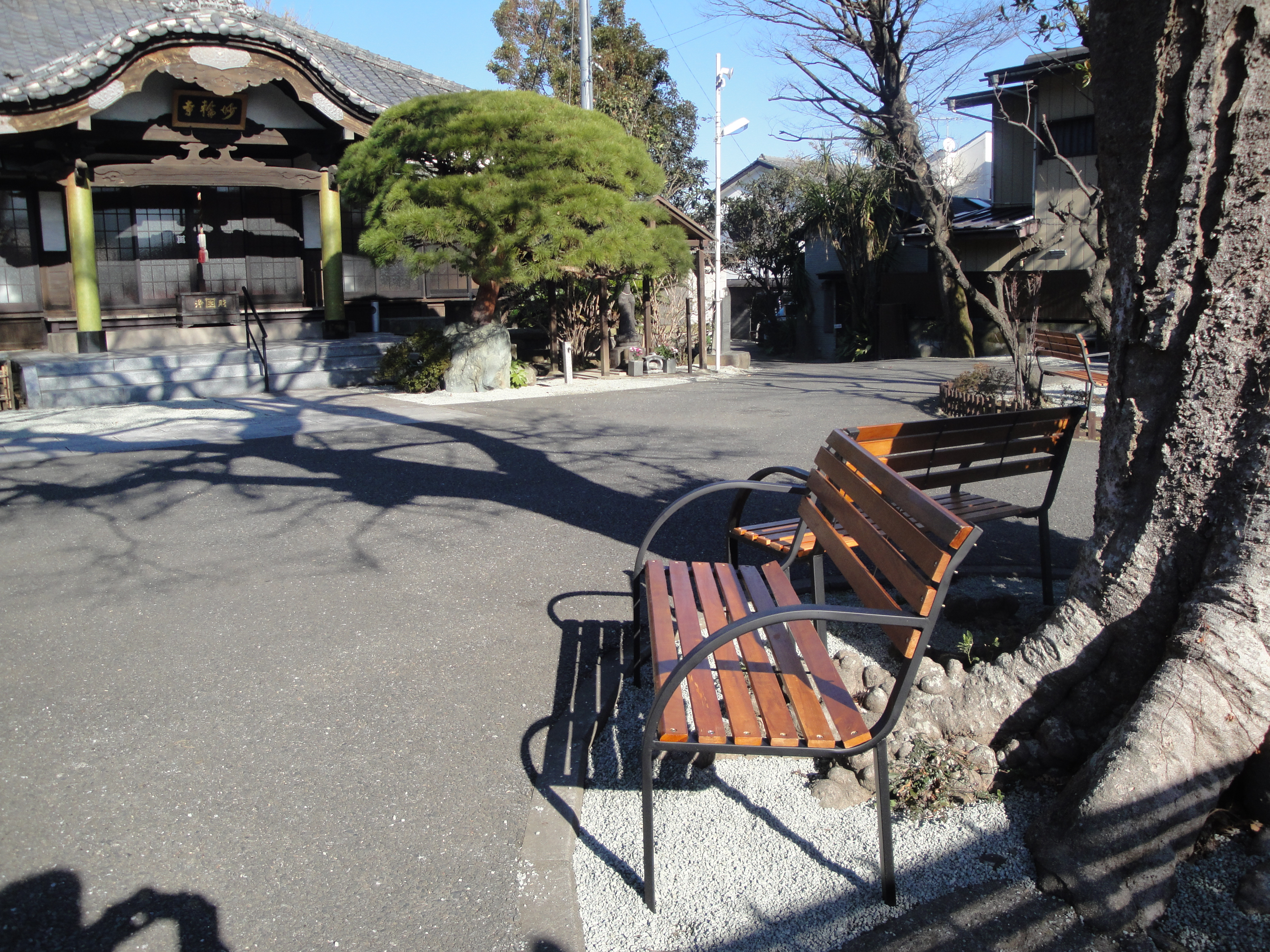
妙輪寺境内

大磯宿商売繁盛の守護神、熊王稲荷

妙輪寺（みょうりんじ）は、神奈川県中郡大磯町大磯1582にある日蓮宗寺院。山号は福聚山。現在の本堂は明治時代に火災で焼失後再建されたもの。日輪聖人像、毘沙門天像などを安置する。旧本山は比企谷妙本寺。池上・芳師法縁。

## 縁起
延文元年（1356年）この地の真言寺主は、鎌倉比ヶ谷妙本寺・池上本門寺、両山の三世である大経阿闍梨日輪（日蓮入滅の際、兄経一丸と共に稚児として仕えた亀王麻呂）と大いに宗義を論じたが、ついに信順して宗を改め寺を日蓮に献上した。
翌延文2年（1357年）日輪は方駕を今のこの地に進め、四月開堂して説法をし、福聚山妙輪寺（当山）と号した。また永聖跡（寺格）として今日に至る。
開山・日輪の母は妙朗尼であり、尼の父は印東領主印東次郎左衛門尉藤原祐照といい、母は工藤祐経の娘である。
当山日蓮聖人像は疱瘡身代り守護の像といわれた。現在も病気身代り守護の像として、祈願参詣が多い。徳川時代は紀州家の姫が度々宿泊し、また江戸城の奥女中の参詣が少なくなかった。
天保7年（1836年）9月5日夜九ツ時、北下横丁大工半七火元にて宿内大半焼失、自他十一寺焼した。その後仮建物で過ごし、明治末に現在の本堂は再建されたものである。
古文書と仏像の一部は災をまぬがれて、特に当山二世である日尚（真言寺主）に授けた開山日輪聖人真筆曼荼羅が現存し、日輪聖人像（江戸時代中期、池上本門寺宝蔵より移した）も保存されている。
境内にある熊王稲荷は、大磯宿商繁盛の守護神として伝わる。

## 年間行事

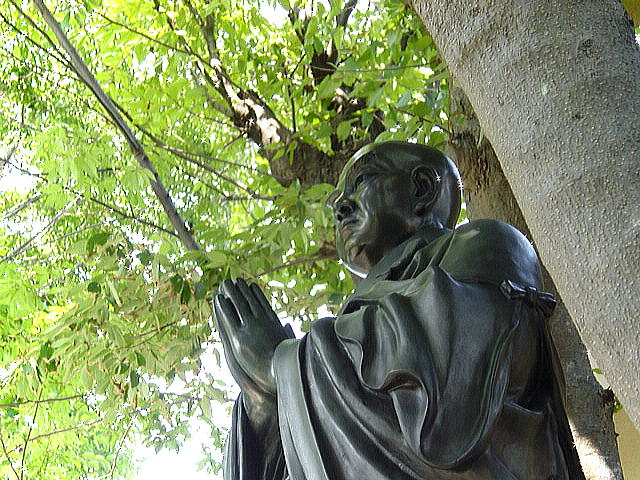
日蓮聖人像

- 1月元旦 新年初祈願会：元旦に檀信徒一同が参詣する新年祈願会。
- 2月上旬 稲荷祭：大磯宿商売繁盛の守護神、熊王稲荷に対して日頃のご神恩に感謝し産業が益々発展・興隆するよう祈願する。
- 3月春分の日 春彼岸会法要：祖先の霊を供養する法要。
- 4月8日 降誕会（花まつり）：お釈迦様のお誕生日をお祝いをする、花まつり法要。
- 8月16日 盂蘭盆会施餓鬼法要：ご先祖様に、報恩感謝の供養を捧げる法要。
- 9月秋分の日 秋彼岸会法要：祖先の霊を供養する法要。
- 10月下旬 お会式法要：日蓮聖人のご入滅の命日である十月十三日に前後して行われる法要。
- 毎月第一日曜日 信行会：檀信徒一同が参詣し営まれる法要。

## 歴史
- 1356年 - 日輪により日蓮宗に改宗。
- 1357年 - 日尚が妙輪寺二世を継承。日輪より日尚へ法華曼荼羅が授与される。
- 1836年 - 火災により焼失。明治末に再建される。

## 境内施設
- 熊王稲荷：大磯宿商売繁盛の守護神、熊王稲荷を祀っている。

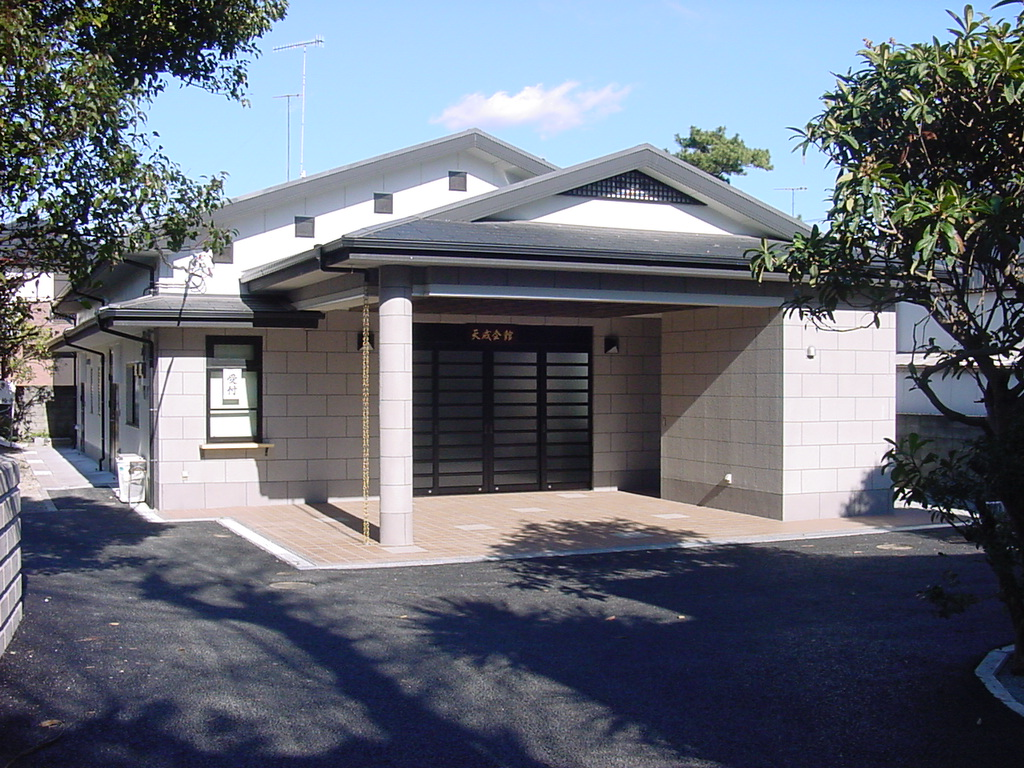
天成会館

- 天成会館：葬儀、会席、会議等につかわれている。
- 浄行堂：浄行菩薩を祀っている。浄行菩薩の身体をタワシで磨きながら祈願することによって病気治癒・煩悩消滅の御利益があるとされている。

- 天成廟：納骨堂と無縁墓地。

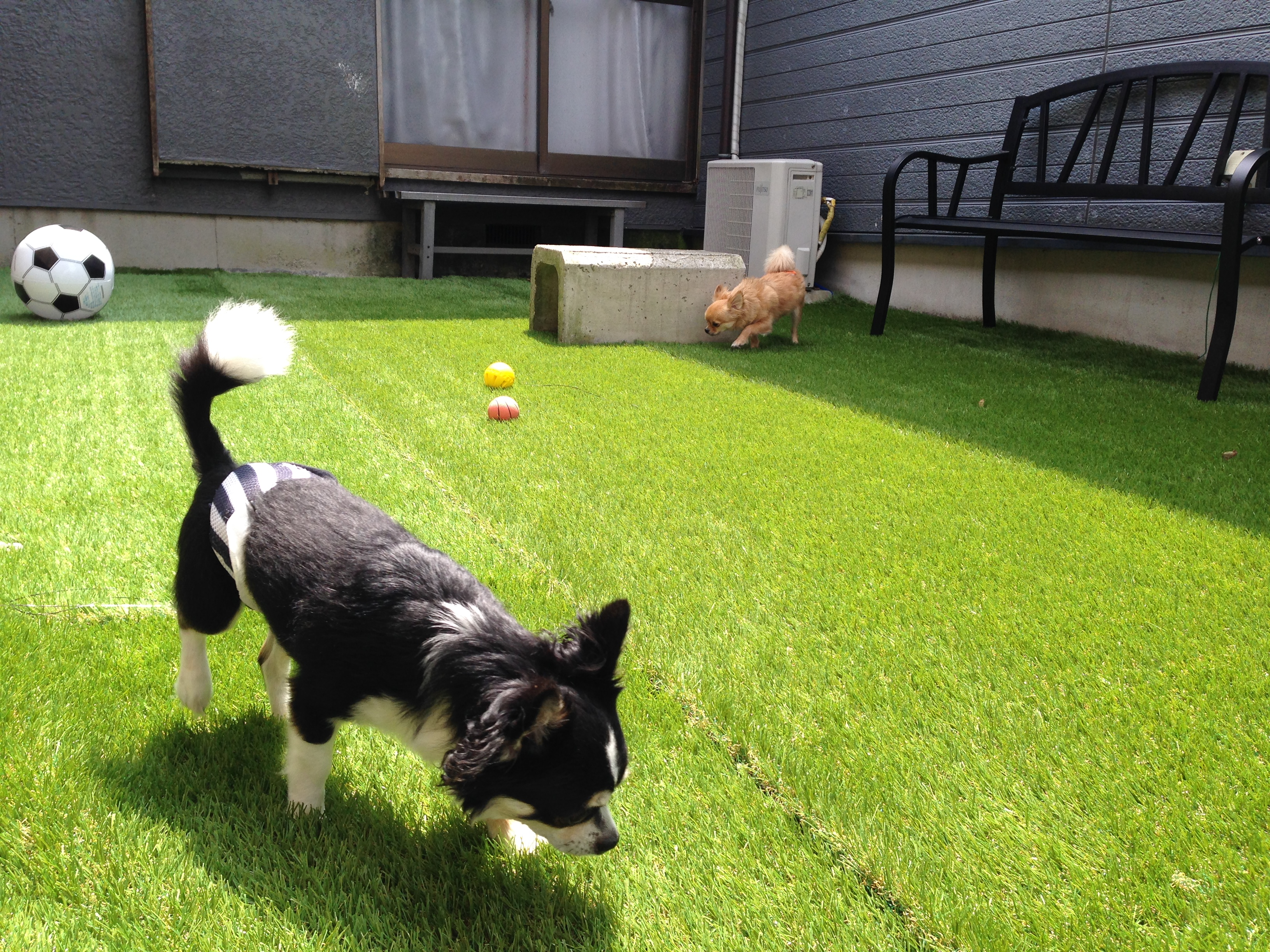
妙輪寺　ドッグラン

- 日蓮聖人像：立教開宗七五十年記念のため平成15年８月3日に建立された日蓮聖人像。
- ペット墓地：犬、猫、小動物のための墓地。
- ドッグラン：駐車場奥にある小さなドッグラン。参拝者や一般に開放されている。

## 人物
- 日輪（開山）
- 日尚（二世）
- 日行（三世）
- 日陽（四世）
- 日純（五世）
- 日暁（二世）
- 日法（七世）
- 日受（八世）
- 日華（九世）
- 日妙（十世）
- 日範（十一世）
- 日光（十二世）

## 参考資料
- 日蓮宗寺院大鑑編集委員会『宗祖第七百遠忌記念出版 日蓮宗寺院大鑑』大本山池上本門寺 (1981年)
- 『大経阿闍梨日輪聖人』池上本門寺霊宝殿（2008年）
- 『特別展 鎌倉の日蓮聖人 中世人の信仰世界』神奈川県立歴史博物館（2009年）
- 「二ノ宮庄 大磯宿 妙輪寺」『大日本地誌大系』 第37巻新編相模国風土記稿2巻之41村里部淘綾郡巻之3、雄山閣、1932年8月。NDLJP:1179210/160。

## 周辺寺院
- 妙大寺 - 松本順の墓がある。
- 延台寺
- 妙昌寺